# Schönfeld-Weißig
Die Ortschaft Schönfeld-Weißig ist die östlichste Ortschaft in Dresden.

## Lage
Schönfeld-Weißig grenzt an den Stadtbezirk Loschwitz sowie an Pirna, Dürrröhrsdorf-Dittersbach und Radeberg und damit auch an die Landkreise Sächsische Schweiz-Osterzgebirge und Bautzen.

## Gliederung
Die Ortschaft besteht aus den Ortsteilen Borsberg, Cunnersdorf, Eichbusch, Eschdorf (mit Rosinendörfchen), Gönnsdorf, Helfenberg, Krieschendorf, Malschendorf, Pappritz, Reitzendorf, Rockau, Rossendorf, Schönfeld, Schullwitz, Weißig und Zaschendorf.
Die Ortsteile werden zu den drei statistischen Stadtteilen Gönnsdorf/Pappritz, Schönfeld/Schullwitz und Weißig zusammengefasst.

## Politik
| Ortschaftsratswahl Schönfeld-Weißig 2024Wahlbeteiligung: 78,2 % 3020100 25,4 %28,6 %25,9 %7,9 %3,4 %5,6 %1,8 %1,4 % CDUWfHbAfDGrüneLinkeSPDFDPParteiGewinne und Verlusteim Vergleich zu 2019 %p 30 25 20 15 10 5 0 −5−10−8,1 %p+28,6 %p+10,7 %p−6,7 %p−4,1 %p−1,0 %p−3,4 %p+1,4 %pCDUWfHAfDGrüneLinkeSPDFDPParteiAnmerkungen:b Wir für´s Hochland | Sitzverteilung im Ortschaftsrat Schönfeld-Weißig seit 2024Insgesamt 19 Sitze - Linke: 1 - SPD: 1 - Grüne: 2 - WfH: 5 - CDU: 5 - AfD: 5 |

## Landschaft
Die Ortschaft liegt auf einem hochgelegenen Plateau, das nach Schönfeld als Schönfelder Hochland bezeichnet wird. Die einzelnen Ortsteile befinden sich in Höhen zwischen 250 und 300 Metern und werden durch Hügel unterbrochen. Durch diesen landschaftlichen Charakter hebt sich die Ortschaft deutlich vom größtenteils im Elbtalkessel liegenden Rest der Stadt ab. Die höchste Erhebung ist der 384 Meter hohe Triebenberg, der zugleich auch die höchste Erhebung Dresdens ist.

## Eingemeindung
Die kurzlebige Gemeinde Schönfeld-Weißig wurde am 1. Januar 1994 aus den Gemeinden Borsberg, Cunnersdorf, Eschdorf, Gönnsdorf, Pappritz, Rockau, Schönfeld, Schullwitz und Weißig neu gebildet. Am 1. März 1994 wurde zudem Malschendorf eingegliedert. Sie gehörte zum Landkreis Dresden, ab 1996 zum Landkreis Sächsische Schweiz. Am 1. Januar 1999 wurde sie zeitgleich mit Gompitz, Mobschatz, Langebrück, Weixdorf und Kauscha nach Dresden eingegliedert.
Schönfeld-Weißig war die größte Gemeinde bzw. der größte Gemeindeteil, der in den Neunzigern nach Dresden eingemeindet wurde. Dresden versuchte dabei vor allem, den durch die Suburbanisierung ins Umland drohenden Steuerausfällen entgegenzuwirken. Im Juli 2007 wurde mit der Landeshauptstadt Dresden ein Kompromiss erzielt, wie die noch offenen Punkte der Eingliederungsvereinbarung realisiert werden. Demnach werden seitens der Landeshauptstadt in den nächsten Jahren ca. 10 Millionen Euro in die Ortschaft investiert.

## Verkehr und Standort
Vor allem der Kern der Ortschaft um Weißig ist eng an den Dresdner Stadtteil Bühlau gebunden, dessen Zugänge zu öffentlichen Verkehrsmitteln in etwa 15 Minuten Fahrzeit Anschluss zur Ferneisenbahn und zur Innenstadt schaffen. Wanderer können sich das Schönfelder Hochland auf dem Schönfeld-Weißiger Bergweg erschließen, der sieben Berge verbindet.
Das Helmholtz-Zentrum Dresden-Rossendorf ist eng an viele Forschungseinrichtungen und an Technologieunternehmen in Dresden angebunden.
In Eschdorf befindet sich die St.-Barbara-Kirche mit Herbrig-Orgel und Orgelprospekt von Gottfried Semper.

## Entwicklung der Einwohnerzahl
| Jahr | Einwohner |
| ---- | --------- |
| 1990 | 5.742     |
| 1992 | 5.750     |
| 1994 | 7.377     |
| 1996 | 10.111    |
| 1998 | 11.621    |
| 2000 | 12.194    |
| 2001 | 12.415    |
| 2002 | 12.460    |
| 2003 | 12.570    |
| 2004 | 12.609    |

| Jahr | Einwohner |
| ---- | --------- |
| 2005 | 12.642    |
| 2006 | 12.570    |
| 2007 | 12.653    |
| 2008 | 12.573    |
| 2009 | 12.581    |
| 2010 | 12.538    |
| 2011 | 12.642    |
| 2012 | 12.803    |
| 2013 | 12.941    |
| 2014 | 12.927    |

| Jahr | Einwohner |
| ---- | --------- |
| 2015 | 12.993    |
| 2016 | 13.109    |
| 2017 | 13.086    |